# Saint-Sulpice-les-Bois
Saint-Sulpice-les-Bois é uma comuna francesa na região administrativa da Nova Aquitânia, no departamento de Corrèze. Estende-se por uma área de 22,92 km². Em 2010 a comuna tinha 86 habitantes (densidade: 3,8 hab./km²).